# Inre Torgrund
Inre Torgrund med Gran, Jåpesholmen, Kopparörarna och Hallongrund är en ö i Finland. Den ligger i Norra kvarken och i kommunen Vasa i den ekonomiska regionen  Vasa ekonomiska region i landskapet Österbotten, i den västra delen av landet. Ön ligger omkring 11 kilometer väster om Vasa och omkring 370 kilometer nordväst om Helsingfors.
Öns area är 2,12 kvadratkilometer och dess största längd är 2,8 kilometer i nord-sydlig riktning.

## Delöar och uddar
- Inre Torgrund 63°04′53″N 21°23′08″Ö / 63.08139°N 21.3856°Ö
- Långrevet 63°04′31″N 21°22′40″Ö / 63.07539°N 21.37782°Ö (udde)
- Jåpesholmen 63°04′34″N 21°23′39″Ö / 63.07607°N 21.3941°Ö
- Hallongrund 63°05′12″N 21°23′36″Ö / 63.08656°N 21.39341°Ö